# Aleksandyr Aleksandrow (bokser)
Aleksandyr Emiłow Aleksandrow bułg. Александър Емилов Александров (ur. 31 października 1984 w Dofii) − bułgarski bokser, dwukrotny brązowy medalista mistrzostw świata.

## Kariera amatorska
Zdobył brązowy medal w wadze muszej podczas mistrzostw świata w 2001 w Belfaście. W półfinale przegrał z Francuzem Jérôme’em Thomasem, który zdobył złoty medal. Na mistrzostwach Europy w 2002 w Permie wywalczył srebrny medal w tej kategorii wagowej, po wygranej w półfinale z Thomasem i porażce w finale z Gieorgijem Bałakszynem z Rosji. Ponownie zdobył brązowy medal w wadze muszej na mistrzostwach świata w 2003 w Bangkoku, po przegranej w półfinale z Thomasem, który  tym razem zdobył srebrny medal.
W 2012 reprezentował swój kraj na igrzyskach w Londynie – w  walce ćwierćfinałowej przegrał z Kaeo Pongprayoonem.